# Memories (película)
Memories (Japonés: メモリーズ;   lit. ‘Recuerdos’?), es una película antológica de animación japonesa estrenada el 23 de diciembre de 1995, del género de ciencia ficción, producida por Katsuhiro Ōtomo.
La película está compuesta por tres (3) cortometrajes: Rosa magnética (Japonés: 彼女の想いで;  Hepburn: Kanojo no Omoide?); escrita por Satoshi Kon y dirigido por Kōji Morimoto. Bomba apestosa (Japonés: 最臭兵器;  Hepburn: Saishū-heiki?), escrita por Otomo y dirigido por Tensai Okamura. Carne de cañón (Japonés: 大砲の街;  Hepburn: Taihō no Machi?), escrita y dirigida por Otomo mismo. Las historias exploran el imbricado mundo de la ciencia ficción, próxima y utópica, imaginada y representada en multitud de sutiles detalles visuales y continuas referencias a la tradición del género.
Esta cinta ganó el Premio Ōfuji Noburō en la ceremonia de los Mainichi Film Awards de 1995.

## Argumento

### Rosa magnética
Rosa magnética (Japonés: 彼女の想いで;  Hepburn:Kanojo no Omoide?), es el primer cortometraje de esta cinta; con guion de Satoshi Kon y basado en una historia de Katsuhiro Ōtomo, fue dirigido por Kōji Morimoto con música de Yōko Kanno. Es posiblemente la narración más representativa de esta colección. Un recolector de basura espacial debe investigar una llamada de emergencia de lo que parece ser una estación espacial en ruinas. Una IA impresa de una diva de ópera amada y hastiada controla las funciones de la estación, incluyendo sus sistemas de soporte de vida, su holografía VR y sus sistemas nano-tecnológicos de soporte.
En la película se escuchan las arias Un bel dì, vedremo y Tu, tu, piccolo Iddio de la ópera Madama Butterfly, y Non la sospiri la nostra casetta de la ópera Tosca, ambas de Giacomo Puccini, y fueron grabadas para la banda sonora. La relación amorosa entre Eva Friedel y Carlo Rambaldi inspiró al cantante Robbie Williams a escribir la canción Berliner Star; la cual es la cara B del sencillo Something Beautiful del álbum Escapology.

### Bomba apestosa
Bomba apestosa (Japonés: 最臭兵器;  Hepburn: Saishū-heiki?),es el segundo corto; dirigido por Tensai Okamura con guion de Katsuhiro Ōtomo. 
En el laboratorio de una corporación japonesa dependiente del gobierno, el cual desarrolla fármacos, hay un joven llamado Nobuo Tanaka que va a trabajar y es afectado por una gripe. Por insistencia de sus compañeros de trabajo, toma algunas píldoras que resultan ser parte de un programa de armas biológicas (desarrollado por Japón en conjunto con Estados Unidos para usos militares indeterminados), el joven pronto adquiere un olor corporal mortal y se convierte en un arma de destrucción masiva andante.
Cuando todos en la instalación parecen perder el conocimiento, Tanaka informa el incidente al cuartel general en Tokio, quienes le encomiendan la tarea de entregar algunos informes en conjunto con una muestra del fármaco. Las autoridades japonesas, tanto militares como políticas, reaccionan ante ésta grave situación utilizando las fuerzas de autodefensa japonesas para controlar el hecho, iniciando una evacuación general de las ciudades cercanas al accidente químico en el laboratorio y tratan de frenar a toda costa el incidente. Tardíamente se dan cuenta de que Nobuo es el principal emisor de la toxina y deciden eliminarlo a como dé lugar para así detener la tragedia y evitar que siga liberando la toxina a lo largo de su trayectoria.
Inmediatamente las fuerzas de autodefensa japonesas, con todo el poderío militar actual, deciden asesinar a Nobuo a cualquier coste, disparándole con misiles desde tanques, helicópteros y aviones de combate sin lograr asesinar a Nobuo, ya que el olor es tan fuerte que daña los circuitos de las armas.

### Carne de cañón
Carne de cañón (Japonés: 大砲の街;  Hepburn: Taihō no Machi?) escrita y dirigida por Katsuhiro Ōtomo.
El único propósito de la sociedad es disparar grandes cañones que salen de toda la ciudad, no hay carpinteros, ni agricultores, ni tiendas de ningún tipo, salvo aquellas que vendan elementos que se relaciones con las ojivas, lo mismo ocurre con la información donde las noticias son un informe de guerra, la velocidad del viento más otras condiciones que afectan el disparo y las caricaturas se basan en los diferentes aspectos del disparo de cañones. La acción se centra en una familia común y corriente de la ciudad, donde el jefe de la familia es artillero del gran cañón, la madre junto con todas las mujeres trabajan en las líneas de ensamblaje de proyectiles y su hijo va a la escuela donde aprende los principios básicos de la física de tiro de proyectiles.
El trascendental propósito de ésta sociedad se encamina con la pregunta del niño con el que se cierra el corto: "¿Contra quien estamos disparando?", a lo que el padre responde con un sin sentido: "Lo comprenderás cuando seas mayor".

## Personajes
- Ivanov: Capitán de la nave espacial Corona.
- Aoshima: tripulante de la nave espacial Corona.
- Heintz Beckner: tripulante de la nave espacial Corona.
- Miguel Costrela: tripulante de la nave espacial Corona.

## Doblaje
| Personaje       | Actor           | Actor          | Actor                 | Actor           | Actor |
| Personaje       | Seiyū           | Doblaje inglés | Doblaje español       | Doblaje español |       |
| --------------- | --------------- | -------------- | --------------------- | --------------- | ----- |
| Heintz Beckner  | Tsutomu Isobe   |                | Sergio Gutiérrez Coto |                 |       |
| Ivanov          | Shōzō Iizuka    |                | Arturo Casanova       |                 |       |
| Aoshima         | Shigeru Chiba   |                | Eduardo Garza         |                 |       |
| Miguel Costrela | Kōichi Yamadera |                | Benjamín Rivera       |                 |       |

## Distribución
En Latinoamérica la cinta ha sido transmitida por Cinemax, Cartoon Network, I.Sat, por los canales del paquete HBO y en México por 4 TV. Un DVD fue editado por Columbia Tristar en Latinoamérica. En España fue emitida en Buzz y en Canal+.

## Recepción
La revista Animage listó a Memories en el puesto 68 de su conteo de las 100 mejores producciones de anime en el 2001.
Memories sirve como un paseo virtual por los universos fantásticos que creados por Otomo y sus colaboradores. Técnicamente es impecable, los relatos entretienen, y consigue crear buenas atmósferas. Las historias pueden ser interpretadas de varias maneras debido al descomunal espectáculo visual que ofrecen.